# 경순왕릉
연천 경순왕릉(漣川 敬順王陵)은 대한민국 경기도 연천군 장남면 고랑포리에 있는, 신라의 마지막 임금인 경순왕의 능이다. 1975년 6월 25일 대한민국의 사적 제244호 '신라경순왕릉'으로 지정되었다가, 2011년 7월 28일 '연천 경순왕릉'으로 명칭이 변경되었다.

## 개요
신라 56대 마지막 왕인 경순왕(재위 927∼935)의 무덤이다.
927년 경애왕이 포석정에서 놀다 견훤의 습격을 받아 시해된 후 견훤에 의해 왕위에 올랐다. 전쟁으로 인해 백성이 많은 피해를 입자 군신의 반대를 무릅쓰고, 935년 평화적으로 신라를 고려에 넘겨주고 왕위를 물러난 신라 마지막 왕이다.
무덤의 높이는 약 3m, 지름 7m의 둥글게 흙을 쌓아올린 원형 봉토무덤으로 판석을 이용해 둘레돌을 돌렸다. 고려시대 왕릉에서 나타나기 시작한 담장인 곡장이 둘려져 있어 고려 왕실에서 왕의 예로서 무덤을 만들었음을 알 수 있다. 신라 왕릉 중 유일하게 경주 지역이 아닌 경기도에 있다.

## 같이 보기
- 경순왕

## 갤러리

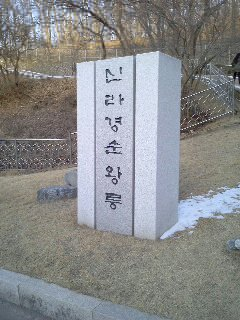
신라경순왕릉 입구

## 참고 자료
- 경순왕릉 - 국가유산청 국가유산포털